# Петерсиле, Францишек
Францишек Петерсиле (пол. Franciszek Petersile; 10 апреля 1904 года, Лемберг, Цислейтания, Австро-Венгрия (ныне Львов, Украина) — 12 января 1982 года) — польский актёр кино, кинорежиссёр, кинопродюсер.

## Биография
В кинематографе начал работать в возрасте 25 лет в качестве ассистента Михала Вашиньского на съёмках его первых фильмов. Затем попробовал себя в качестве актёра, сыграв эпизоды в последующих фильмах Михала Вашиньского.
В середине 1930-х годов Францишек Петерсиле и Юлиуш Турбович основали студию короткометражных фильмов, которая просуществовала до начала Второй мировой войны. Они были кинопродюсерами, снявшими множество образовательных, социальных и пропагандистских фильмов, направленных на популяризацию Польши во всем мире. Одним из самых важных стал цикл фильмов о польских народных танцах, созданный в 1936 году режиссером-документалистом Эугениушем Ценкальским.
С 1940 года сотрудничал с немецкой киностудией «Film i Propaganda», для которой спродюсировал несколько фильмов.
В 1943—1944 годах был узником концлагеря Освенцим, из которого ему удалось бежать в августе 1944 года.
Вскоре после окончания войны Францишек Петерсиле принял активное участие в восстановлении польской кинематографии. Был менеджером по производству первых фильмов Леонарда Бучковского.
В 1949 году был приговорён к 5 годам лишения свободы за сотрудничество с нацистами в первые годы войны.
В начале 1960-х годов вернулся к работе в кинематографе. 
Умер 12 января 1982 года. Похоронен на Повонзковском кладбище в Варшаве (участок 68-5-28).

## Фильмография[6][7]

### Актёр
- Тайна почтового ящика[пол.] (пол. Tajemnica skrzynki pocztowej), 1929;
- Галка[пол.] (пол. Halka), 1930;
- Опасный романс (пол. Niebezpieczny romans), 1930;
- Ветер с моря (пол. Wiatr od morza), 1930;
- Безымянные герои (пол. Bezimienni bohaterowie), 1932 — лакей;
- Стометровка любви (пол. Sto metrów miłości), 1932 — Януш Педалович;
- Год 1914 (пол. Rok 1914), 1932;
- Его превосходительство продавец-консультант (пол. Jego ekscelencja subiekt), 1933 — знакомый Крахта (в титрах не указан);
- 10 % для меня (пол. 10% dla mnie), 1933;
- Обожает, любит, уважает (пол. Kocha, lubi, szanuje), 1934 — в массовке (в титрах не указан).

### Продюсер
- Горские танцы (пол. Tańce góralskie), 1935 (документальный, короткометражный);
- Краковские танцы (пол. Tance krakowskie), 1935 (документальный, короткометражный);
- Силезские танцы (пол. Tance slaskie), 1935 (документальный, короткометражный);
- Сыр и хлеб (пол. Serek i chleb), 1935 (документальный, короткометражный);
- Куявяк (пол. Kujawiak), 1935 (документальный, короткометражный);
- Исследуя Варшаву (пол. Zwiedzajmy Warszawę), 1937 (документальный, короткометражный).

### Режиссёр-постановщик
- Лодзь 1939—1945 (пол. Łódź 1939-1945), 1945 (документальный, короткометражный);
- Запрещённые песенки (пол. Zakazane piosenki), 1946;
- В крестьянские руки (пол. W chłopskie ręce), 1946;
- Рождественский вечер (пол. Wieczór wigilijny), 1946 (короткометражный);
- Светлые нивы (пол. Jasne łany), 1947;
- Другой мужчина[пол.] (пол. Drugi człowiek), 1961;
- О тех, кто украл Луну (пол. O dwóch takich, co ukradli księżyc), 1962;
- Два ребра Адама[пол.] (пол. Dwa żebra Adama), 1963.

### Исполнительный продюсер
- Крестоносцы (пол. Krzyżacy), 1960.

### Участие в производстве

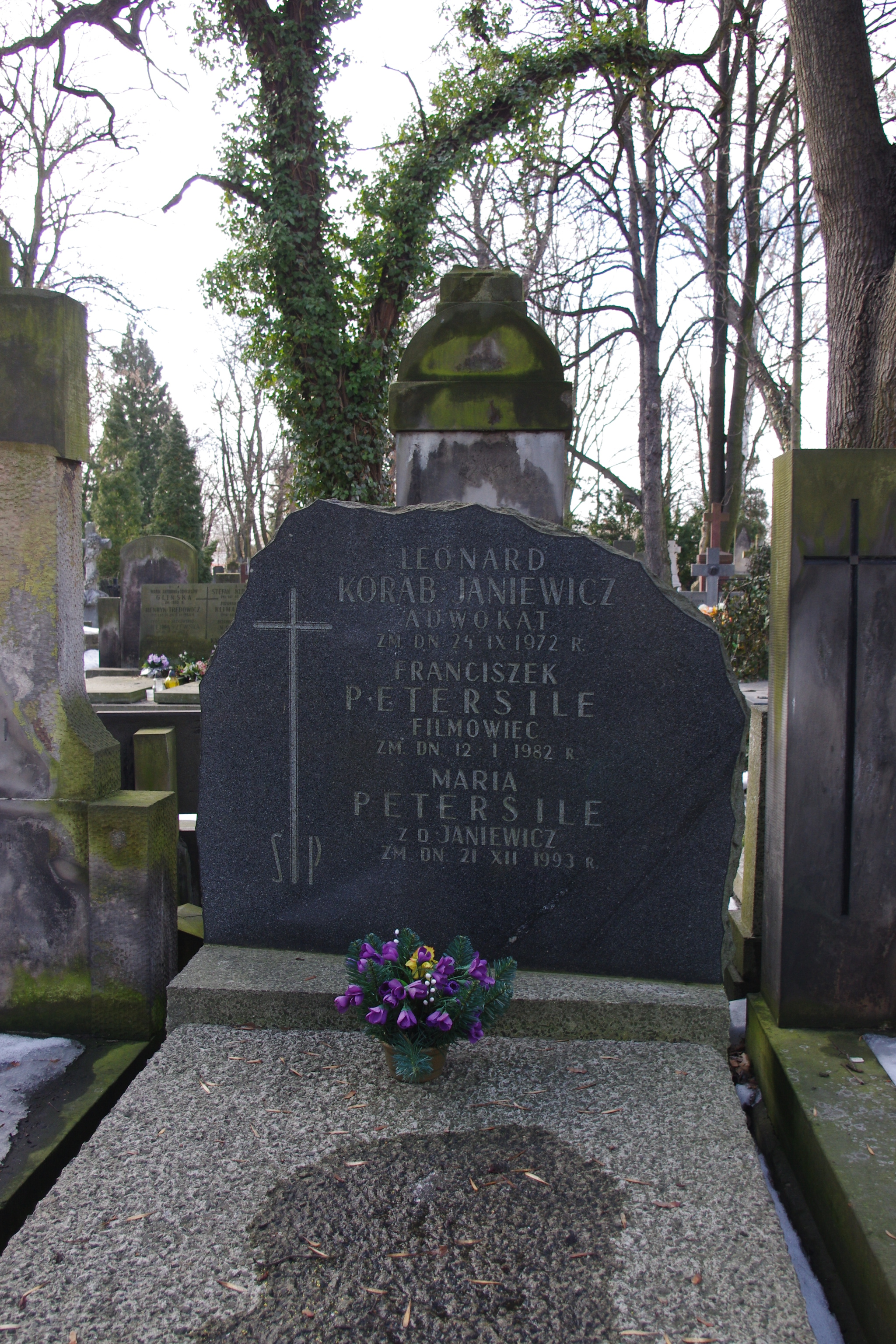
Могила Францишека Петерсиле на Повонзковском кладбище в Варшаве

- Брак по расчёту (пол. Małżeństwo z rozsądku), 1966;
- Париж – Варшава без визы[пол.] (пол. Paryż – Warszawa bez wizy), 1967;
- Квитанция за гол[пол.] (пол. Paragon gola), 1969;
- До перерыва 0:1[пол.] (пол. Do przerwy 0:1), 1969 (сериал).